# Prairie du Chien (thị trấn), Wisconsin
Prairie du Chien là một thị trấn thuộc quận Crawford, tiểu bang Wisconsin, Hoa Kỳ. Năm 2010, dân số của thị trấn này là 1.043 người.